# Kamassiner
Kamassiner (калмажи, eller kalmazhi, russisk: Камасинцы (også Камашинцы) ) var en samojedisk stamme i Sayan-bjergene omfattende omkring 500 personer, som boede ved floderne Kan og Mana i det 17. århundrede (i den sydlige del af det senere Krasnojarsk kraj). I det 18. og 19. århundrede fandtes to grupper: taigakamassiner, der levede af jagt, rensdyrhold og fiskeri, og steppekamassiner, der levede af kvægavl, hesteavl landbrug og jagt. 
De fleste kamassiner var blevet assimilerede med russiske bønder i begyndelsen af det 20. århundrede. Den sidste person, der talte kamassisk, var Klavdija Plotnikova, som døde i 1989.